# أستربيل
الأستربيل (الاسم العلمي: Austrobaileya) هو جنس نباتي يتبع الفصيلة الأستربيلية من رتبة الأستربيليات.